# Rhaphoxya cactiformis
Rhaphoxya cactiformis är en svampdjursart som först beskrevs av Carter 1885.  Rhaphoxya cactiformis ingår i släktet Rhaphoxya och familjen Dictyonellidae.
Artens utbredningsområde är Sydaustralien. Inga underarter finns listade i Catalogue of Life.